# 舞风号驱逐舰
舞风号驱逐舰（日语：舞風）是一艘阳炎型驱逐舰。

## 战史
1944年2月17日，美军正在空袭特鲁克港。日军香取号重巡洋舰，舞风号驱逐舰和赤城丸武装商船，在撤往横须贺途中，遭美国海军明尼阿波利斯号重巡洋舰，新奥尔良号巡洋舰和新泽西号战列舰击沉于特鲁克岛西北40海里处。(07°45′N 151°20′E / 7.750°N 151.333°E) 舞风号无人生还。